# Нападения акул у побережья Нью-Джерси (1916)

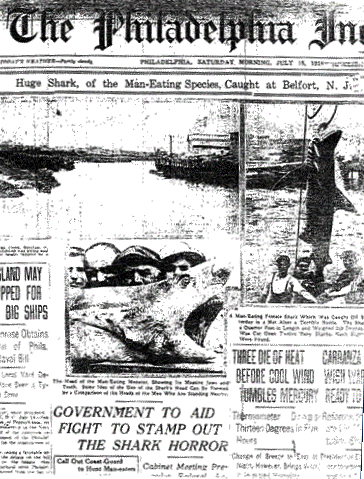
Газета «The Philadelphia Inquirer» сообщает о поимке акулы-«людоеда» у побережья Нью-Джерси после нападений

Нападения акул у побережья Нью-Джерси в 1916 году — серия нападений акул, произошедшая в период с 1 по 12 июля 1916 года, в результате которых погибли четыре человека и один был ранен. Жара и страх перед эпидемией полиомиелита, накрывшей США, привели тысячи отдыхающих на курорты побережья Нью-Джерси. Нападения акул на побережье США севернее субтропических штатов Флориды, Джорджии, Северной и Южной Каролины, происходили редко, поэтому учёные полагают, что нападения 1916 года были вызваны возросшим присутствием людей в воде. Учёные до сих пор не пришли к единому мнению, к какому биологическому виду принадлежали нападавшие акулы и каково было их количество. Наиболее часто в научных трудах упоминаются белая акула и тупорылая акула.
Реакция на нападения в местном и национальном масштабе выразилась в волне паники, побудившей рыбаков оказать помощь в истреблении «акул-людоедов» и защите экономики приморских общин Нью-Джерси. Чтобы обеспечить безопасность купающихся, власти курортных городов загородили общественные пляжи стальными сетями. Нападения вынудили ихтиологов пересмотреть общие представления о поведении акул и характере их нападений, так как до 1916 года знания человечества об акулах состояли только из гипотез и предположений.
Эти события сразу же вошли в американскую популярную культуру. Акулы стали темой карикатур, показывающих их существами, опасными для человека. Американский писатель Питер Бенчли в 1974 году написал роман «Челюсти», в котором большая белая акула терроризировала вымышленный курортный городок Эмити. Часть материала он взял из этой трагической истории нападений. В 1975 году режиссёр Стивен Спилберг снял по сюжету романа одноимённый фильм, ставший культовым. Было выпущено несколько документальных фильмов, вышедших на каналах History Channel, National Geographic Channel и Discovery Channel, включая телефильм Blood in the Water (2009).

## Нападения и жертвы

Карта нападений у побережья Нью-Джерси

В период с 1 по 12 июля 1916 года пять человек стали жертвами нападений акул у побережья Нью-Джерси, и только одному человеку удалось выжить. Первая атака произошла 1 июля у Бич-Хейвен (курортный город на острове Лонг-Бич на южном побережье Нью-Джерси). Жертвой стал 25-летний Чарльз Эптинг Вансант из Филадельфии, пребывавший со своей семьёй на отдыхе в отеле «Инглсайд» (англ. Engleside Hotel). Перед обедом Вансант решил совершить заплыв на скорость в океане с ретривером чесапикской породы, с которым играл на пляже. Вскоре после захода в воду, Вансант начал кричать. Другие купальщики подумали, что он зовёт собаку, но причиной крика была акула, кусавшая Вансанта за ноги. Спасатель Александр Отт и прохожий Шеридан Тейлор бросились на помощь Вансанту. По словам Тейлора, акула сопровождала их до берега, когда они вытаскивали истекающего кровью Вансанта из воды. Плоть на левом бедре Вансанта была обгрызена до кости, несчастный истёк кровью и в 18:45 умер на столе менеджера отеля.
После гибели Вансанта пляжи вдоль побережья Нью-Джерси продолжали оставаться открытыми. Капитаны судов, заходящих в порты Ньюарка и Нью-Йорка, докладывали о появлениях акул вдоль побережья Нью-Джерси, но их сообщения оставались без внимания. Вторая атака случилась в четверг 6 июля в 75 км к северу от Бич-Хейвен на побережье курортного города
Спринг-Лейк (Нью-Джерси) у отеля «Эссекс-энд-Сассекс» (англ. Essex & Sussex Hotel). Погиб 27-летний Чарльз Брудер, главный коридорный отеля «Эссекс-энд-Сассекс» родом из Швейцарии. Когда он отплыл на 120 м от побережья, акула впилась ему в живот и изодрала ноги. Кровь Брудера окрасила воду в красный цвет. Одна женщина услышала крики и уведомила спасателей, что видит перевёрнутое красное каноэ, плывущее по поверхности моря (она приняла за каноэ кровавое пятно). Спасатели Крис Андерсон и Джордж Уайт поплыли к Брудеру на лодке на вёслах и увидели, что его тело искусано акулой. Они вытащили пострадавшего из воды, но он истёк кровью и умер на пути к берегу. Согласно газете The New York Times, «женщин, увидевших изувеченное тело Брудера, вытащенное на берег, охватила паника и они попадали в обморок». Гости и работники отеля «Эссекс-энд-Сассекс» и других соседних отелей собрали деньги для матери Брудера, [проживающей] в Швейцарии.
Следующие две атаки произошли в среду 12 июля на речке Матаван недалеко от города Матаван, в 48 км к северу от Спринг-Лейк и в 24 км от морского побережья. Речка Матаван впадала в залив Раритан. Сам город Матаван скорее напоминал город Среднего Запада, а не атлантический курортный город, и поэтому само место представлялось маловероятным для нападений акул. Когда житель города, морской капитан Томас Котрелл, заметил в ручье акулу длиной в 2,4 метра, городские жители ему не поверили. Около 14:00 местные мальчишки резвились в реке у пристани Уайкофф (англ. Wyckoff dock) и заметили нечто похожее на «старую чёрную потрёпанную доску или бревно». Из воды появился спинной плавник, и мальчишки поняли, что это акула. Прежде чем 11-летний Лестер Стилвелл (страдавший эпилепсией) выбрался из реки, акула набросилась на него и утащила под воду.
Мальчишки побежали в город за помощью. Несколько человек пришли, чтобы разобраться в чём дело. Среди них был местный бизнесмен, 24-летний Уотсон Стенли Фишер. Фишер и остальные вошли в воду для поисков тела Стилвелла. Они считали, что Стилвелл испытал приступ болезни [и утонул]. Мужчины нашли тело и пошли обратно к берегу. На Фишера, стоявшего посередине группы, набросилась акула. Его вытащили из ручья (но при этом было потеряно тело Стилвелла)). Рука Фишера была сильно искусана, он истёк кровью и в 17:30 умер в Мемориальной больнице Монмута в Лонг-Бранч. Тело Стилвелла было найдено 14 июля в 46 м вверх по течению от пристани Уайкофф.
Пятым, последним, подвергшимся нападению акулы, и единственным выжившим стал 14-летний Джозеф Данн из Нью-Йорк. Он был атакован в полумиле от пристани Уайкофф через полчаса после нападений на Стилвелла и Фишера. Акула укусила его за левую ногу, но ему пришли на помощь брат и друг и вытащили его, как будто соревнуясь с акулой в перетягивании каната. Джозефа отправили в
Больницу университета Святого Петра в городе Нью-Брансуик. Он оправился от раны и был выписан 15 сентября.

## Реакция
Как только СМИ передали в масштабах страны о происшедшем в Бич-Хейвене, Спринг-Лейке и Матаване, побережье Нью-Джерси охватил ужас. Согласно Капуццо, паника была «неслыханной в американской истории», страх «накрыл побережье Нью-Йорка и Нью-Джерси, распространялся по телефону и радиотелеграфу, через письма и открытки». Сначала (после атаки у Бич-Хейвен) учёные и пресса с неохотой признавали причиной смерти Чарльза Вансанта нападение акулы. Газета The New York Times написала, что Вансант «был сильно искусан в воде… рыбой, предположительно акулой». Джеймс М. Михан из комиссии штата Пенсильвания по рыбной ловле и бывший директор Филадельфийского аквариума заявил в интервью для ежедневной филадельфийской газеты Public Ledger, что акула охотилась за собакой и напала на Вансанта по ошибке. Он особенно отметил, что не следует делать акцента на угрозе, которую акулы представляют для людей.

 Несмотря на гибель Чарльза Вансанта и доклад о недавней поимке двух акул поблизости, я не считаю, что есть хоть какая-то причина, почему людям следует опасаться купаться из-за страха перед акулами-людоедами. Знания об акулах неполны, и я не считаю, что на Вансанта напал людоед. Вансант играл в воде с собакой, и, возможно, небольшая акула плыла у поверхности и наткнулась на него, подброшенная волной. Она не смогла быстро скрыться оттуда, и, будучи голодной, была вынуждена атаковать собаку, мимоходом напав и на человека.
Оригинальный текст (англ.)Despite the death of Charles Vansant and the report that two sharks having been caught in that vicinity recently, I do not believe there is any reason why people should hesitate to go in swimming at the beaches for fear of man-eaters. The information in regard to the sharks is indefinite and I hardly believe that Vansant was attacked by a man-eater. Vansant was in the surf playing with a dog and it may be that a small shark had drifted in at high water, and was marooned by the tide. Being unable to move quickly and without food, he had come in to attack the dog and snapped at the man in passing.
— 
Реакция прессы на вторую атаку была более шумной. Крупнейшие американские газеты, такие как Boston Herald, Chicago Sun-Times, Philadelphia Inquirer, Washington Post и San Francisco Chronicle, поместили статью о нападении на своих первых полосах. Газета The New York Times вышла с заголовком Shark Kills Bather Off Jersey Beach" (Акула убивает купающихся у побережья Нью-Джерси). Растущая паника причинила ущерб владельцам отелей на побережье Нью-Джерси на сумму около 250 тыс. долларов (по ценам 2016 года — 5,5 млн долларов) ввиду снижения туризма и сокращения купания на 75 % в некоторых районах. 8 июля 1916 года учёные Фредерик Август Лукас, Джон Тредвелл Николс Роберт Кастман Мёрфи провели пресс-конференцию в американском музее естественной истории. Чтобы погасить растущую панику, трое учёных заявили, что третья атака акул крайне маловероятна, хотя, по общему признанию, они были удивлены что акулы нападали на людей. Тем не менее Джон Николс (единственный ихтиолог из всей группы) предупредил купальщиков, чтобы они держались поближе к пляжу и купались в специальных местах, которые были огорожены сетками после первого нападения.

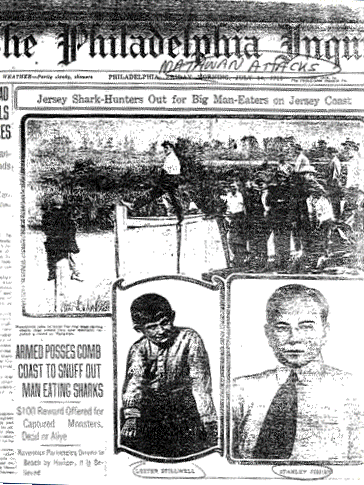
Первая страница газеты «Philadelphia Inquirer» с передовицей о нападениях у Матавана, размещены портреты Стенли Фишера (справа) и Лесли Стилвелла

По всему побережью среднеатлантических штатов возросло число наблюдений акул. 8 июля вооружённые люди, патрулирующие на моторных катерах побережье у Спринг-Крик, погнались за животным, похожим, по их мнению, на акулу. Пляж на Ашбури-авеню (город Ашбури-Парк) был закрыт после того, как спасатель Бенджамин Эверингхэм заявил, что отбил веслом нападение 4-метровой акулы. Акулы были замечены у Бейонна (Нью-Джерси), Роки-Пойнт (Нью-Йорк), Бриджпорта (Коннектикут), Джексонвиля (Флорида) и Мобиля (Алабама). Обозреватель из журнала Field & Stream поймал серо-голубую акулу в бурунах у Бич-Хейвен. Актриса Гертруда Хоффман купалась у побережья Кони-Айленд вскоре после нападения у Матавана и заявила, что встретила акулу. По замечанию The New York Times, Хоффман «сохранила присутствие духа и вспомнила, что прочитала в Times что купальщик может отпугнуть акулу всплесками и начала бешено молотить по воде». Хоффман была уверена, что едва не стала жертвой «Джерсийского людоеда», но позднее признала, что «не была уверена …испугалась ли понапрасну или на самом деле едва избежала смерти».
Местные власти предприняли усилия для защиты купальщиков и экономики от акул-людоедов. Пляж на 4-й авеню в Ашбури-парк был огорожен проволочной сеткой, акватория патрулировалась катерами с вооружёнными людьми. Этот пляж единственный оставался открытым после инцидента в Эврингхэме. После нападений на Стилвелла, Фишера и Данна жители Матавана перегородили ручей сетями и бросали в воду динамит, чтобы поймать и убить акулу. По распоряжению мэра Матавана Арриса Б. Хендерсона Matawan Journal напечатал постеры с предложением награды в сотню долларов (по меркам 2016 года — 2200 долларов) любому, кто прикончит акулу, плавающую в реке. Несмотря на все усилия жителей города, в ручье Матаван не было поймано или убито ни одной акулы. Matawan Journal поместил на первой полосе статью об инциденте с акулой в выпуске от 13 июля 1916 года вместе с заметкой о поимке акулы в водах у соседнего города Кейпорта в выпуске от 20 июля 1916 года.
Курортные города вдоль побережья Нью-Джерси написали петиции федеральному правительству с просьбами помочь местным властям в их действиях по защите пляжей и охоте на акул. Палата представителей одобрила выплату в 5 тыс. долларов (110 тыс. по ценам 2016 года) для устранения угрозы нападений акул на побережье Нью-Джерси, президент Вудро Вильсон запланировал совещание в своём кабинете для обсуждения нападений. Министр финансов Уильям Макэду предложил мобилизовать Береговую охрану для патрулирования побережья Нью-Джерси и охраны купающихся. На побережьях Нью-Джерси и Нью-Йорка началась охота на акул. Ежедневная газета Atlanta Constitution написала 14 июля: «Сегодня вооружённые охотники на акул патрулируют на моторных лодках у побережья Нью-Джерси и Нью-Йорка, другие выстроились вдоль пляжей, предпринимаются согласованные усилия по уничтожению людоедов».
Губернатор штата
Нью-Джерси Джеймс Филдер и местные власти предложили награды охотникам на акул. В результате у Восточного побережья были пойманы сотни акул. Охота на акул у Восточного побережья описывалась как «Самая масштабная охота на животных в истории».
Нападение на Стилвелла и Фишера также были описаны в книге Ирвинга Уоллеса The Book of Lists в конце 1970-х.

## Опознание «Джерсийского людоеда»
После второго инцидента учёные и публика выдвигали и обсуждали гипотезы, какой из видов акул участвовал в нападениях (или это были акулы нескольких видов). Лукас и Николс выдвинули версию, что нападения совершала акула-изгой, плывшая на север. Они полагали, что хищница появится у побережья Нью-Йорка: «Акула пойдёт вдоль южного побережья Лонг-Айленда и по глубоким водам попадёт в бухту Джамейка. Затем она пройдёт через Нью-Йоркскую бухту и поплывёт на север через проливы Адские врата и Лонг-Айленд».
По описаниям очевидцев, напавшая у Бич-Хейвен акула была 3 м длины. Капитан, который видел нападение, полагал, что это обыкновенная песчаная акула, изгнанная из Карибского моря взрывами в ходе испано-американской войны несколько десятков лет назад . В последующие дни некоторые рыбаки заявляли, что изловили «джерсийского людоеда». 14 июля у Лонг-Бранч была изловлена синяя акула. Четыре дня спустя капитан Томас Котрелл, который заметил акулу в реке Матаван, заявил, что поймал в устье реки песчаную акулу т. н. жаберной сетью.

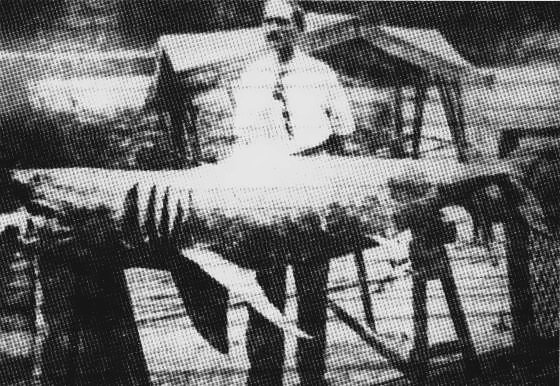
Майкл Шлейсер с акулой, выловленной в заливе Раритан-бей. Фотография из номера Bronx Home News.

14 июля гарлемский таксидермист и работавший на цирковую компанию укротитель львов Майкл Шлейсер выловил 2,3 м акулу весом в 143 кг в заливе Раритан-бэй всего в нескольких милях от устья реки Матаван. Акула едва не потопила лодку, прежде чем Шлейсеру удалось прикончить её сломанным веслом. Когда он вскрыл брюхо акулы, там обнаружились «подозрительные остатки мяса и кости», которые «заняли две трети ящика из под молока» и «чей совокупный вес составил пятнадцать фунтов». Учёные опознали в добыче молодую белую акулу, а в проглоченных останках — человеческие ткани. Шлейссер сделал из акулы чучело и поставил его на витрину магазина на Бродвее (Манхэттен, Нью-Йорк), но впоследствии чучело было утеряно. Единственная сохранившаяся фотография находится в номере Bronx Home News.
После поимки акулы Шлейссером летом 1916 года на побережье Нью-Джерси не произошло ни одного нападения. Мёрфи и Лукас объявили, что пойманная акула и была «джерсийским людоедом». Однако скептики выдвигали альтернативные гипотезы. В письме, отправленном в газету The New York Times, Баретт П. Смит из Саунд-Бич, штат Нью-Йорк написал что нападения могла совершать морская черепаха. Анонимный автор, приславший письмо в газету The New York Times, возлагает вину за появление акул на манёвры германских подлодок у Восточного побережья. Он заявляет: „Эти акулы могли пожирать человеческие тела в германской зоне военных действий и сопровождать океанские лайнеры, идущие к этому побережью, или даже сопровождать саму [подлодку] “Deutschland», ожидая обычной мзды в виде утопающих мужчин, женщин и детей". Автор заключает: «Это должно служить объяснением их дерзости и жажде человеческого мяса».
Прошли десятилетия, но исследователи так и не пришли к согласию по поводу расследования и выводов Лукаса и Мёрфи. Ричард Г. Ферникола опубликовал два исследования этих событий, и отмечает, что «существует множество теорий о нападениях у побережья Нью-Джерси» и все они неубедительны. Другие исследователи, такие как Томас Хелм, Гарольд У. МакКормик, Томас Б. Аллен, Уильям Янг, Жан Кэмпбелл Батлер и Майкл Капуццо, в общем, соглашаются с Лукасом и Мёрфи.
В докладе Национального географического общества от 2002 года содержится утверждение: «Некоторые эксперты полагают, что на самом деле большая белая акула не могла совершить большинство нападений, которые приписывают этому виду. Эти эксперты утверждают, что настоящим виновником многих инцидентов (о которых сообщалось), включая получившие известность нападения акул у побережья Нью-Джерси, может быть менее известная тупорылая акула». В частности, так считают биологи Джордж А. Льяно и Ричард Эллис. Тупорылые акулы заплывают из океана в пресноводные реки и ручьи и нападают на людей по всему миру. В своей книге Sharks: Attacks on Man (1975) Льяно пишет:

 Одним из наиболее удивительных обстоятельств нападений в речке Матаван является расстояние до открытого моря. Во многих книгах встречаются рассказы о нападениях акул у Ахваза (Иран), находящегося в 140 км (верх по реке) от моря, которые были хорошо отражены в документах. Также интересно отметить, что акулы живут в пресноводном озере Никарагуа и в 1944 году была предложена награда за убитых пресноводных акул, поскольку они «недавно убили и серьёзно ранили нескольких купающихся в озере».
Оригинальный текст (англ.)One of the most surprising aspects of the Matawan Creek attacks was the distance from the open sea. Elsewhere in the book are accounts of well-documented shark attacks at Ahwaz, Iran, which is 90 miles (140 km) upriver from the sea. It may also be of interest to note that sharks live in Lake Nicaragua, a fresh-water body, and in 1944 there was a bounty offered for dead freshwater sharks, as they had "killed and severely injured lake bathers recently.
— 
Эллис указывает на то что большая белая акула — «океанический вид и Шлейссер поймал свою акулу [именно] в океане. Найти акулу этого вида в реке по меньшей мере необычно и даже может быть невозможно». Тупорылая акула, однако, пользуется дурной славой за свои появления в руслах пресноводных рек, как и за свой драчливый и агрессивный характер. Он признаёт что «тупорылая акула не принадлежит к числу видов, постоянно обитающих в водах у Нью-Джерси, но встречается там намного чаще, чем белая [акула]».
В интервью с Майклом Капуццо ихтиолог Джордж Г. Бёрджесс высказывает предположение: «Неясно, какой из видов участвовал в нападениях, и, возможно, это будет в дальнейшем порождать оживлённые споры». Бёрджесс, однако, не исключает участия большой белой [акулы].

 [Мы слышали] множество голосов в поддержку версии об тупорылой акуле, поскольку вода в реке Матаван солоноватая или пресная, тупорылая акула обитает в такой среде, а белая акула таких вод избегает. Однако наше исследование показывает, что размер реки, её глубина и солёность воды близки к показателям морского залива, и, благодаря этому, маленькая белая [акула] могла туда заплыть. Поскольку вскоре после нападений была поймана белая акула подходящего размера, в её потрохах были обнаружены человеческие останки (и новых нападений более не случалось), похоже, что именно она нападала на людей в реке Матаван. Временная и географическая последовательность нападений также даёт повод судить, что эта акула совершила более ранние нападения.
Оригинальный текст (англ.)The bull draws a lot of votes because the location, Matawan Creek, suggests brackish or fresh waters, a habitat that bulls frequent and whites avoid. However, our examination of the site reveals that the size of the "creek," its depth, and salinity regime were closer to a marine embayment and that a smallish white clearly could have wandered into the area. Since an appropriate sized white shark with human remains in its stomach was captured nearby shortly after the attacks (and no further attacks occurred), it seems likely that this was the attacker involved in at least the Matawan attacks. The temporal and geographical sequence of attacks also suggests that earlier attacks may have involved the same shark.
— 
Жертвы нападений акул в 1916 году перечислены в международной базе нападений акул (International Shark Attack File) (директором базы является Бёрджесс) как жертвы большой белой акулы.
Возрастающее присутствие людей в воде служит причиной нападений: «Поскольку человеческое население Земли продолжает увеличиваться год за годом, также …растёт интерес к отдыху на воде. Количество нападений акул прямо зависит от числа людей входящих в воду». Однако вероятность того, что нападала одна акула, оспаривается. Учёные, такие как Виктор М. Копплсон и Жан Батлер, полагаются на данные, представленное Лукасом и Мёрфи в 1916 году, на утверждение, что нападения совершала одна акула. С другой стороны Ричард Ферникола замечает, что 1916 год был «акульим годом»: рыбаки и капитаны сообщали о сотнях акул, плавающих у среднеатлантического побережья США. Эллис отмечает, что «пытаться подогнать известные нам факты в соответствие с теорией „акулы-злодейки“ — это растягивание сенсационализма и правдоподобия за разумные пределы». Он признаёт: «Доказательства давно уже утеряны и мы никогда не узнаем, была ли это одна акула или несколько [акул], один вид [акул] или другой участвовали в нападениях».
В 2011 году создатели документального фильма The Real Story:Jaws канала Smithsonian Channel попытались тщательно рассмотреть последовательность событий с различных точек зрения. Показано, что нападения в реке Матаван произошли в полнолуние, благодаря чему солёность воды увеличилась более чем в два раза всего за несколько часов до прилива. Это поддерживает теорию о том, что нападения совершала большая белая акула. Следы ранений Джозефа Данна показывают что укусы более характерны для тупорылой акулы, нежели для большой белой акулы, что даёт основание предполагать, что пять нападений совершили несколько акул.

## Пересмотр научных знаний об акулах
До 1916 года американские исследователи высказывали сомнения, что акулы могут без подстрекательства нанести смертельные раны живому человеку в водах у северо-восточного побережья США. Один из скептически настроенных учёных написал: «Есть большая разница между атакой акулы и укусом акулы». Он полагал, что акулы, запутавшиеся в рыболовных сетях или питающиеся падалью, могут случайно укусить оказавшегося поблизости человека. В 1891 году банкир-миллионер и искатель приключений Герман Ульрих на страницах газеты New York Sun предложил награду в 500 долларов за «достоверный случай нападения акулы на человека в водах умеренного климата севернее мыса Гаттерас, штат Северная Каролина». Он хотел получить доказательства того, что «акулы никогда не атакуют живых мужчин, женщин, детей в водах умеренного климата». Награда так и осталась невостребованной, и учёные остались при убеждении, что в водах у восточного побережья США обитают безвредные акулы.
Представители академической науки сомневались и в том, что акула сможет нанести человеческой жертве смертельные ранения. Ихтиолог Генри Уид Фаулер и куратор Генри Скиннер из Академии естественных наук Филадельфии доказывали, что челюстям акулы не хватит мощи, чтобы откусить человеческую ногу за один укус. Фредерик Лукас, директор Американского музея естественной истории, сомневался в том, что даже большая по размерам акула (9 м) сможет сломать человеческую кость. В начале 1916 года он рассказал газете Philadelphia Inquirer, что «даже у самой большой белой акулы не хватит сил, чтобы перегрызть ногу взрослому человеку». Лукас подводит итоги, указывая на невостребованную награду Ульриха и считая, что шансы быть атакованным акулой «бесконечно малы, даже меньше, чем шанс получить удар молнии, и у наших берегов практически не существует опасности нападений акул».
Нападения акул у побережья Нью-Джерси побудили американских учёных пересмотреть свои предположения о том, что акулы боязливы и беспомощны. В июле 1916 года ихтиолог и редактор Национального географического общества Хьюго Маккормик-Смит опубликовал статью в газете Newark Star-Eagle, описывающую некоторые виды акул как «безвредные как голуби а другие — как воплощение свирепости». Он продолжает: «одной из наиболее больших и возможно наиболее ужасной из акул является акула-людоед Carcharodon carcharias. Она плавает по морям любой температуры: умеренного климата и тропическим и повсюду наводит страх. Её максимальная длина — сорок футов, её зубы 76 мм длиной».
К концу июля 1916 года Джон Николс и Роберт Мёрфи стали относиться к большой белой акуле с большей серьёзностью. В журнале Scientific American Мёрфи пишет, что «большая белая акула возможно редчайшая из заслуживающих внимания акул … условия их обитания малоизвестны, говорили, что частью их рациона являются большие морские черепахи… Судя по их физическому виду, они не побоятся напасть на человека в открытой воде». Он приходит к такому выводу, «поскольку доказано, что даже сравнительно небольшая белая акула, весящая две-три сотни фунтов, легко сможет сломать самую большую человеческую кость рывком тела после того, как прокусит мясо до кости».
Джон Николс и Роберт Мёрфи написали в октябре 1916 года:

Есть что-то особенно зловещее в виде акулы. Видение её тёмного спинного плавника, нарезающего зигзаги по поверхности тихого сверкающего летнего моря, и затем безвозвратное исчезновение его из вида говорят об [её] злом духе. Её плотоядная морда, лишённая подбородка, большая пасть с рядами острых как ножи зубов, которые она прекрасно использует в качестве рыбацкой снасти, неослабевающая ярость, с которой они бьются на палубе, когда приходит их последний час, и с которой они дробят кости своих врагов, её твёрдость, жестокость, бесчувственная энергия и нечувствительность к физическому ранению не вызывает восхищения, когда думаешь о её энергичном, выдающемся, разрушительном, гастрономическом потреблении поголовья луфаря, тунца или лосося.
Оригинальный текст (англ.)There is something peculiarly sinister in the shark's make-up. The sight of his dark, lean [dorsal] fin lazily cutting zig-zags in the surface of some quiet, sparkling summer sea, and then slipping out of sight not to appear again, suggests an evil spirit. His leering, chinless face, his great mouth with its rows of knife-like teeth, which he knows too well to use on the fisherman's gear; the relentless fury with which, when his last hour has come, he thrashes on deck and snaps at his enemies; his toughness, his brutal, nerveless vitality and insensibility to physical injury, fail to elicit the admiration one feels for the dashing, brilliant, destructive, gastronomic bluefish, tunny, or salmon.
— 
После нападения акулы в реке Матаван-крик Фредерик Лукас признал на первой полосе газеты The New York Times, что недооценивал акул. В статье сообщается, что «крупнейший авторитет страны по акулам высказывал сомнения, что акула может напасть на человека, и опубликовал свои доводы, но недавние происшествия изменили его точку зрения». Николс позднее описал появление большой белой акулы в своём биологическом обзоре Fishes of the Vicinity of New York City (1918), Carcharodon carcharias (Linn.) White Shark. «Man-eater». Accidental in summer. June to July 14, 1916..

## Влияние на культуру
Общественное мнение быстро изменилось от одной крайней точки зрения к другой. Раньше на акул смотрели как на безобидных существ, после нападений акул стали воспринимать не только как «поедательных» машин, но и как неустрашимых беспощадных убийц.
После первого смертельного нападения, акулы стали объектом творчества газетных карикатуристов, в виде акул представлялись политические фигуры, германские подлодки, викторианская мода и мораль, полиомиелит, страшная жара, накрывшая северо-восток. Ферникола отмечает: «С 1916 года американцы годами пытались порвать с жестокостью и консерватизмом викторианской эпохи, один из юмористов изобразил вызывающий купальник в горошек и разрекламировал его как секретное оружие, чтобы удержать акул на расстоянии от наших пловчих». Другая карикатура под заголовком «Что делать семейному человеку?» («What’s a Family Man to Do?») отображает «раздражённого мужчину у края причала на котором установлен знак ОПАСНО: НЕ КУПАТЬСЯ и отмечены три наибольшие опасности дня: детский паралич (полиомиелит), нахлынувшая жара и акулы в океане». В 1916 году карикатуристы отобразив растущее недоверие американского общества к Германии изобразили дядю Сэма, переходящего вброд море, окружённого подлодками с мордами акул.
В 1974 году был опубликован роман «Челюсти» писателя Питера Бенчли о большой белой акуле, терроризирующей вымышленный прибрежный городок Эмити. Шеф полиции Мартин Броди, ихтиолог Мэт Хупер и рыбак Куинт отправляются на ловлю акулы после гибели четырёх человек. Ричард Эллис, Ричард Ферникола и Майкл Капуццо полагают что на написание романа Питера Бенчли вдохновили нападения акул 1916 года на побережье Нью-Джерси, теория об акулах-изгоях Копплсона и экспонаты нью-йоркского рыбака Фрэнка Мундуса. Об атаках также кратко упоминается в другом романе Бенчли «Белая акула» (1994).
В 1975 году режиссёр Стивен Спилберг снял одноимённый фильм по мотивам романа «Челюсти». В фильме Спилберга показывается, как после гибели двух купающихся и рыбака шериф Броди (Рой Шайдер) и ихтиолог Хупер (Ричард Дрейфус) пытаются убедить мэра городка Эмити Ларри Вогана (Мюррей Хамильтон) закрыть пляжи в праздничный день 4 июля . Хупер объясняет мэру: «Смотрите, ситуация такова что по-видимому большая белая акула решила обосноваться в водах острова Эмити. И она собирается промышлять здесь, пока не иссякнет пища». Броди добавляет: «И нет конца тому, что она будет делать! Я говорю: у нас уже было три нападения, за неделю погибли два человека. И это произойдёт снова, это уже случалось раньше! Побережье Нью-Джерси! …1916-й год! Пятерых человек сожрали в воде!».
Нападения 1916 года стали предметом трёх исследований: Ричарда Г. Ферниколы In Search of the «Jersey Man-Eater» (1987) и Twelve Days of Terror (2001) и Майкла Капуццо Close to Shore (2001). Капуццо предложил углублённую инсценировку инцидента, а Ферникола изучил научные, медицинские и социальные аспекты нападений. Исследование Ферниколы стало основой сюжета документального фильма Shark Attack 1916“ (2001) из серии документальных фильмов In Search of History канала History Channel и документальной драмы „12 дней страха“ (2004) канала Discovery Channel. Ферникола также написал сценарий и стал режиссёром 90-минутного документального фильма Tracking the Jersey Man-Eater», снятого George Marine Library в 1991 году (этот фильм так никогда и не выходил в широкий прокат).
В 2008 году вышел короткометражный художественный фильм Shore Thing режиссёра Ловари и Джеймса Хилла, показанный на нескольких американских кинофестивалях. В декабре 2009 года фильм удостоился награды в номинации Best Suspense Short на нью-йоркском международном независимом фестивале фильмов и видеофильмов.
В 2009 году в серии программ Shark Week канала Discovery Channel вышли два документальных фильма под заголовком Blood in the Water об атаках и событиях в течение нескольких дней после нападений. Нападения в реке Матаван послужили темой документального фильма Attacks of the Mystery Shark (2002) канала National Geographic Channel где рассматривается вероятность нападения тупорылой акулы на Стенли Фишера и Лестера Стилвелла.
В 2011 вышел фильм The Real Story: Jaws канала Smithsonian Channel который рассматривает ряд событий в деталях и исследует различные точки зрения.
Рок-группа Giant Squid жанра пост-металл выпустила в 2005 году альбом Monster in the Creek, на обложке альбома показана фотография реки Матаван-крик.